# آپولو گلوبال منیجمنت

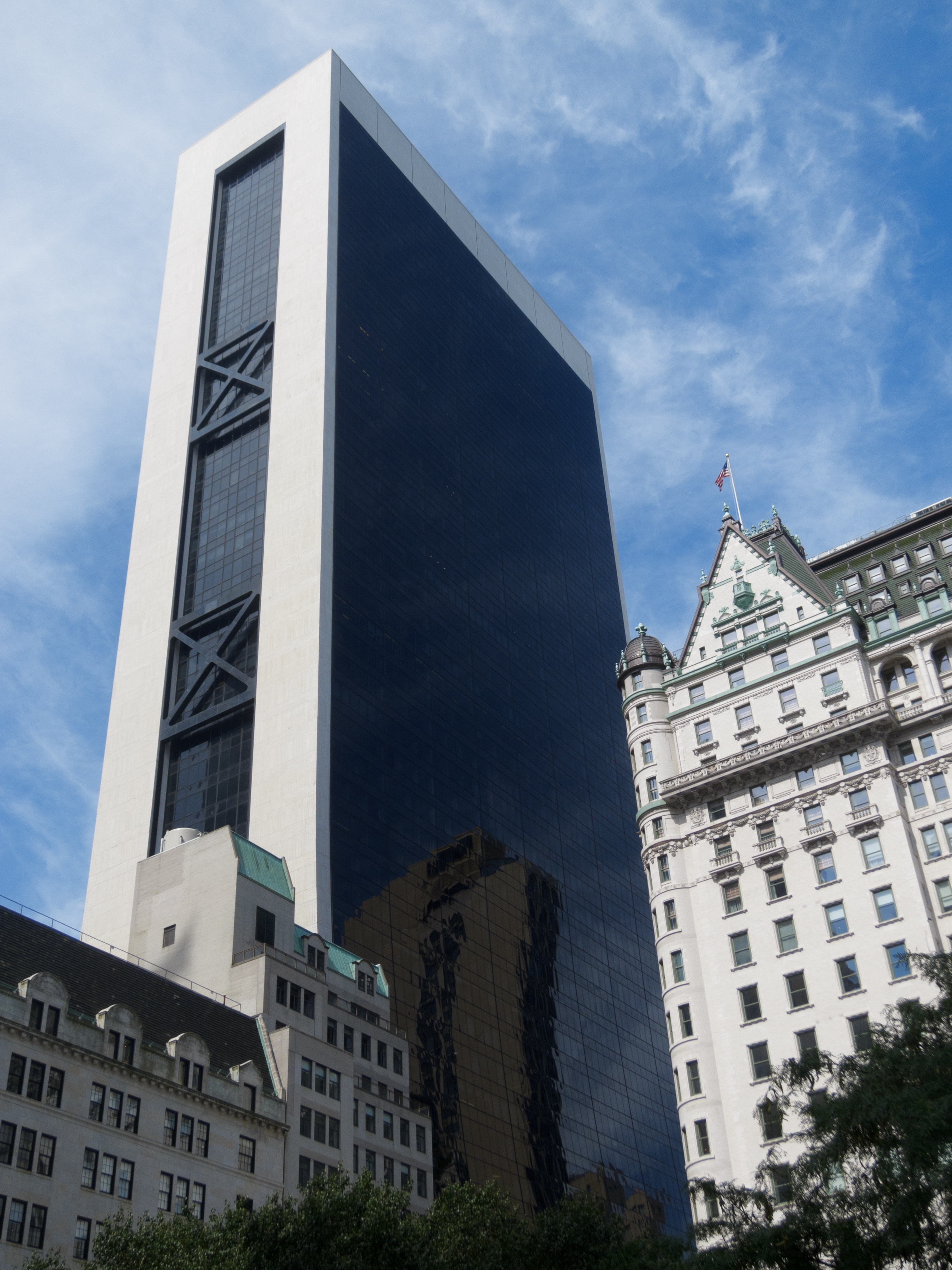
ساختمان سولو، محل دفتر مرکزی شرکت آپولو گلوبال منیجمنت

آپولو گلوبال منیجمنت (به انگلیسی: Apollo Global Management) شرکت مدیریت دارایی آمریکایی است، که در زمینه مبادلات سهام اختصاصی، سرمایه‌گذاری املاک و مستغلات، سرمایه‌گذاری خطرپذیر و مدیریت سرمایه‌گذاری فعالیت می‌نماید.
شرکت آپولو گلوبال منیجمنت در سال ۱۹۹۰ توسط لئون بلک، جاشوا هریس، مارک روان و آنتونی رسلر، راه‌اندازی شد و در سال ۲۰۱۳ سرمایه تحت مدیریت آن بالغ بر ۱۱۴٫۳ میلیارد دلار برآورد گردید.
دفتر مرکزی این شرکت در ساختمان سولو، در شهر نیویورک، ایالات متحده آمریکا قرار دارد و بخشی از سهام آن در بازارهای بورس نیویورک و بورس نزدک معامله می‌شود.